# Cantó de Bar-sur-Seine
El cantó de Bar-sur-Seine és un cantó francès del departament de l'Aube, situat al districte de Troyes. Té 22 municipis i el cap és Bar-sur-Seine.

## Municipis
- Bar-sur-Seine
- Bourguignons
- Briel-sur-Barse
- Buxeuil
- Chappes
- Chauffour-lès-Bailly
- Courtenot
- Fouchères
- Fralignes
- Jully-sur-Sarce
- Marolles-lès-Bailly
- Merrey-sur-Arce
- Poligny
- Rumilly-lès-Vaudes
- Saint-Parres-lès-Vaudes
- Vaudes
- Villemorien
- Villemoyenne
- Ville-sur-Arce
- Villiers-sous-Praslin
- Villy-en-Trodes
- Virey-sous-Bar

## Història
| Data d'elecció                           | Identitat             | Partit                     | Qualitat |
| ---------------------------------------- | --------------------- | -------------------------- | -------- |
| 1945-1951                                | Roger Dossot          | SFIO                       |          |
| 1951-1958                                | M. Seurat             | RPF, després divers droite |          |
| 1958-1982                                | Roger Dossot          | SFIO, després PS           |          |
| 1982-1994                                | Jacques Garreau       | RPR                        |          |
| 1994-                                    | Bernard de la Hamayde | divers droite, després UMP |          |
| les dades anteriors no són pas conegudes |                       |                            |          |
|                                          |                       |                            |          |

## Demografia
| A partir de 1990: Població sense dobles comptes |